# Argyrolepidia aequalis
Argyrolepidia aequalis là một loài bướm đêm trong họ Noctuidae.